# Reutera bobrovii
Reutera bobrovii är en flockblommig växtart som beskrevs av Jurij Nikolajevitj Voronov och Boris Konstantinovich Schischkin. Reutera bobrovii ingår i släktet Reutera och familjen flockblommiga växter. Inga underarter finns listade i Catalogue of Life.